# Ferdinand Keller (arqueólogo)
Ferdinand Keller (Marthalen, Suíça, 24 de dezembro de 1800 — Zurique, Suíça, 21 de junho de 1881)
Arqueólogo Suíço, Ferdinand Keller identificou as construções palafitas encontradas em 1853 em Obermeilen no Lago de Zurique como sendo da era Pré-histórica e a partir daí desenvolveu a sua célebre teoria lacustre: a densidade das estacas em madeira, a sua posição vertical e a sua situação nas zonas litorais de pouca profundidade levou-o a concluir que as estacas tinham servido para suster plataformas em madeira sobre as quais se levantavam as habitações.
Em 1832, com outros entusiastas amadores, funda a Sociedade de Antiquários de Zurique.